# Abdul Kalam
Avul Pakir Jainulabdeen Abdul Kalam (tamil: அவுல் பகிர் ஜைனுலாப்தீன் அப்துல் கலாம் (avul pakir jaiṉulāpkīṉ aptul kalam), hindi: अवुल पकिर जैनुलअाबदीन अब्दुल कलाम, Urdú: او الپکیر جین العابدین عبد الکلام) (Tamil Nadu, India, 15 de octubre de 1931 - Megalaya, India, 27 de julio de 2015) usualmente llamado Dr. A. P. J. Abdul Kalam fue un político y presidente de India. Científico e ingeniero destacado, fue llamado el Hombre de los Misiles por su trabajo en pro de la carrera armamentista y es considerado un líder progresista, mentor, innovador y visionario, de religión musulmana.

## Biografía
Avul Pakir Jainulabdeen Abdul Kalam nació el 15 de octubre de 1931 en una familia musulmana tamil en el centro de peregrinación de Rameswaram en la isla de Pamban, presidencia de Madrás (ahora en el estado indio de Tamil Nadu). Su padre, Jainulabdeen Marakayar, era dueño de un barco e imán de una mezquita local,  y su madre, Ashiamma, era ama de casa.  Su padre era dueño de un barco que transportaba peregrinos hindúes entre Rameswaram y Dhanushkodi.
Sus antepasados habían sido ricos comerciantes y terratenientes marakayar, con numerosas propiedades y grandes extensiones de tierra. Los marakayar son un grupo étnico musulmán que se encuentra en la costa de Tamil Nadu y Sri Lanka y que afirman descender de comerciantes árabes y mujeres locales. El negocio familiar consistía en el comercio de mercancías y el transporte de pasajeros entre la India continental y la isla de Pamban, y hacia y desde Sri Lanka. Con la inauguración del puente de Pamban que conecta la isla de Pamban con la India continental en 1914, los negocios quebraron. Como resultado, aparte de la casa ancestral, el resto de la fortuna y las propiedades familiares se perdieron en la década de 1920, y la familia estaba sumida en la pobreza cuando nació Kalam. De niño, repartía periódicos para apoyar los escasos ingresos de la familia.
Durante sus años escolares, Kalam obtuvo calificaciones promedio, pero sus maestros lo describían como un estudiante brillante y trabajador con un gran deseo de aprender. Dedicaba horas a aprender matemáticas.  Cursó sus estudios en la Escuela Secundaria Superior Schwartz en Ramanathapuram. Posteriormente, se graduó en Física en el St. Joseph's College de Tiruchirappalli en 1954.
Kalam se mudó a Madrás en 1955 para estudiar ingeniería aeroespacial en el Instituto Tecnológico de Madrás.  Mientras trabajaba en un proyecto de clase, el decano de la institución, insatisfecho con su falta de progreso, amenazó con revocarle la beca si no terminaba el proyecto en los tres días siguientes. Kalam cumplió con el plazo, impresionando al decano, quien más tarde le dijo: «Te estaba estresando y te pedía que cumplieras con un plazo difícil». Más tarde, estuvo a punto de cumplir su sueño de convertirse en piloto de combate, ya que quedó noveno en las clasificatorias y solo había ocho plazas disponibles en la Fuerza Aérea India.

## Trayectoria
Estudió ingeniería aeronáutica en el Instituto de Tecnología de Madrás graduándose en 1958. Luego de su graduación se incorpora a la Organización de Investigación y Desarrollo de Defensa (DRDO) para trabajar en un proyecto de hovercraft. En 1962, Kalam se desplaza a la Agencia India para la Investigación del Espacio (Indian Space Research Organisation - ISRO), donde su equipo lleva a cabo en forma exitosa el lanzamiento de varios satélites. Tuvo un rol destacado como director de proyecto en el desarrollo del primer vehículo indio de lanzamiento de satélites (SLV-III) el cual puso con éxito el satélite Rohini en una órbita cercana en julio de 1980. 
En 1982, Kalam regresa al DRDO como director, y se concentra en el desarrollo de misiles guiados. Fue responsable por el desarrollo y puesta en operaciones de los misiles AGNI y PRITHVI. Esto le valió el mote de «El hombre de los misiles». También colaboró en el desarrollo de productos del área de salud utilizando la tecnología desarrollada para los misiles.
En julio de 1992, Kalam se convierte en asesor científico del Ministerio de Defensa de India. Como el principal asesor científico al gobierno indio, tiene rango de Ministro de Gabinete. Su trabajo condujo al ensayo nuclear exitoso llamado Pokhran-II en 1998, que confirmó nuevamente la posición de India dentro de la lista de países con armamento nuclear. Kalam fue también el jefe del comité asesor científico al Gabinete (SAC-C) y llevó adelante la iniciativa India Millennium Mission 2020.
Kalam luego se volcó al ámbito académico, ejerciendo como profesor de la cátedra de Tecnología y Transformación de la Sociedad en la Universidad Anna, Chennai desde noviembre de 2001 participando en actividades de docencia e investigación. Pero por sobre todo, comenzó una cruzada para encender las mentes de los jóvenes con el ideal del desarrollo nacional, para ello realizó múltiples encuentros con jóvenes escolares en diversas partes de la India. 
Kalam fue elegido presidente número 11 de la India y tomó posesión del cargo el 25 de julio de 2002.

## Distinciones
Kalam tenía la particular distinción de haber recibido doctorados honoríficos de por lo menos treinta universidades, como también las tres condecoraciones de mayor prestigio de la India para civiles: la Padma Bhushan en 1981; la Padma Vibhushan en 1990; y la Bharat Ratna en 1997. Recientemente rechazó un doctorado honorario de una universidad, alegando que ya se siente satisfecho con los que ya ha recibido con su trabajo arduo y determinación. Además es reconocido por haber recibido la medalla del rey Carlos II de la Royal Society, por su permanente colaboración a la difusión de la ciencia en la población India.
En septiembre de 2015 la isla Wheeler, un lugar de pruebas de misiles, fue renombrada como isla Abdul Kalam en su honor.

## Lineamientos políticos
Es posible asomarse a las visiones y propuestas de Kalam sobre ciertos temas a través de posiciones que ha expuesto en el pasado. El libro de su autoría "India 2020" promueve con fuerza un plan de acción para convertir a India en una superpotencia del conocimiento y alcanzar el nivel de una nación desarrollada para el año 2020. Kalam impulsaba la idea que India debe tomar un rol más destacado en las relaciones internacionales; el consideraba que su trabajo en el programa indio de armas nucleares es una forma de afirmar el rol de India como una futura superpotencia. 
Kalam seguía teniendo un interés activo en desarrollos en los campos de las ciencias y las tecnologías. Ha propuesto un programa de investigación para desarrollar implantes biológicos. El apoyaba el software de código libre por sobre soluciones propietarias y creía que el uso de software abierto o libre en gran escala hará que más gente pueda gozar de los beneficios de la tecnología de la información.

## Identidad
Kalam proviene de la comunidad marakkar en el sur de la India, esta comunidad habla el idioma tamil.
Kalam posee una visión modernista, cree en el poder de la tecnología para resolver los problemas de la sociedad y su visión es que estos problemas son la consecuencia de una distribución ineficiente de la riqueza. Ve a la ciencia y a la tecnología como áreas libres de ideologías y enfatiza el desarrollo de carácter o temperamento científico y el espíritu emprendedor. En este sentido, encuentra mucho apoyo entre los nuevos líderes de negocios de la India como los fundadores de Infosys y Wipro quienes comenzaron sus carreras como profesionales de la tecnología en forma similar a Kalam.
Sigue una estricta disciplina personal, es vegetariano, abstemio y célibe. Kalam es un estudioso del Tirukkural, y en casi todos sus discursos menciona una cita kural.
Kalam ha escrito varios libros con la finalidad de motivar e inspirar a las nuevas generaciones indias, particularmente en su autobiografía Alas de fuego. Otro de sus libros, Guía de almas: diálogos sobre el propósito de la vida muestra su faceta espiritual. En Corea del Sur existe una gran demanda de los libros escritos por Kalam.

## Publicaciones
- Kalam, A. P. J. Abdul, y Y. S. Rajan: India 2020: a vision for the new millennium. Penguin Books India, 2003; ISBN 0-14-027833-8
- India-my-dream. Excel Books, 2004; ISBN 81-7446-350-X.
- Envisioning an empowered nation: technology for societal transformation. TATA McGraw-Hill Publishing Company Ltd, 2004; ISBN 0-07-053154-4.
- Kalam, A. P. J. Abdul, y Arun K. Tiwari: Guiding souls: dialogues on the purpose of life. Ocean Books, 2005; ISBN 81-88322-73-3.

Biografías
- Kalam, A. P. J. Abdul, y Arun K. Tiwari: Wings of Fire: an autobiography of A. P. J. Abdul Kalam. Orient Longman, 1999; ISBN 81-7371-146-1.
- Ignited minds: unleashing the power within India. Penguin Books, 2003; ISBN 0-14-302982-7.
- Kalam, A. P. J. Abdul: Scientist to president. Gyan Publishing House, 2003; ISBN 81-212-0807-6.
- Chandra, S.: Eternal quest: life and times of Dr. Avul Pakir Jainulabdeen Abdul Kalam. Pentagon Publishers, 2002; ISBN 81-86830-55-3.
- Pruthi, R. K.: President A. P. J. Abdul Kalam. Anmol Publications, 2002; ISBN 81-261-1344-8.
- Bhushan, K.; y G. Katyal: A. P. J. Abdul Kalam: The Visionary of India. A. P. H. Pub. Corp, 2002; ISBN 81-7648-380-X.